# Singing from the Grave
Singing from the Grave är den svenska artisten Anna von Hausswolffs debutalbum, utgivet 2010 på skivbolaget Kning Disk.

## Låtlista
Där inte annat anges är låtarna skrivna av Anna von Hausswolff.
1. "Move On" – 2:37
2. "Track of Time" – 5:55
3. "Pills" – 6:04
4. "Above All" – 6:38
5. "Singing from the Grave" – 4:36
6. "Lost at Sea" – 4:27
7. "Old Beauty/Du kan nu dö" – 6:22
8. "The Book" – 9:45 (text: Henryk Lipp)
9. "I Am Leaving" – 4:15

## Medverkande
- Christopher Cantillo – slagverk (2, 4, 5, 7, 8), trummor (2, 4, 5, 7, 8), orgel (7), ljud (6, 8)
- Anna von Hausswolff – sång, piano, orgel, artwork
- Maria von Hausswolff – sång (9)
- Stefan Hedborg – slagverk (3)
- Filip Leyman – trummor (spår 3, 6)
- Henryk Lipp – sång (3, 4), producent, mixning, mastering
- Henrik Nilsson – bas (4, 6, 8)
- Daniel Ögren – banjo (7), elgitarr (1–8), bas (1–8)

## Mottagande
Singing from the Grave mottogs överlag mycket positivt och har medelbetyget 4,0/5 på sajten Kritiker.se, som sammanställer recensioner av bland annat skivor. Skivan rankades av Sonic Magazine i juni 2013 som det 86:e bästa svenska albumet någonsin.

## Listplaceringar
| Lista (2010) | Topplacering |
| ------------ | ------------ |
| Sverige      | 5            |

### Fotnoter
1. 1 2  ”Singing from the Grave”. Discogs.com. http://www.discogs.com/Anna-von-Hausswolff-Singing-From-The-Grave/release/2525819. Läst 27 augusti 2012.
2. ↑  ”Singing from the Grave”. Kritiker.se. http://kritiker.se/skivor/anna-von-hausswolff/singing-from-the-grave/. Läst 27 augusti 2012.
3. ↑  Sonic #69, sommaren 2013
4. ↑  Listplacering